# Сражение в Араканском ущелье
Сражение в Араканском ущелье произошло в октябре 1920 года в Дагестане между отрядами имама Нажмудина Гоцинского и красноармейцами. Солдаты Красной армии  оказались окружены в ущелье и были истреблены.

## Предыстория
На Северном Кавказе шла ожесточённая гражданская война между Красной армией и деникинцами. К марту 1920 года армия Деникина была окончательно вытеснена с Кавказа, благодаря чему большевики, вопреки данным обещаниям о возможности самоопределения горских народов, начали устанавливать советскую власть, чему пытались оказать сопротивление Нажмудин Гоцинский и его вооружённые отряды.

## Перед боем
В Дагестан из города Торжка прибыло 500 красноармейцев, имевших при себе несколько пулемётов. В начале октября этот отряд направился из Темир-Хан-Шуры к селу Аракани. В Аркасе к отряду присоединился батальон особого назначения, возглавляемый военкомом Сафаром Дударовым, бывшим на тот момент председателем ВЧК Дагестана и одним из членов Совета обороны Северного Кавказа и Дагестана.
Командовать карательным отрядом поручили командиру 283 стрелкового полка Ганюшкину, перед которым поставили задачу захватить восставший Аракани и двинуться к Хунзаху, чтобы помочь большевикам, осаждённым в местной крепости.
Красноармейцы планировали демонстративный поход и надеялись, что до сражения не дойдёт.
10 октября к Араканскому посту было отправлено 36 разведчиков, которые оказались обстреляны на подступах, вследствие чего развернулись. 14 разведчиков в батальон не вернулись.
На следующий день было отправлено 25 разведчиков, которые, согласно донесениям большевиков, обстреляли противников и заставили отступить к Аракани.
13 октября красноармейцы получили подкрепление: к ним прибыл 1 батальон, орудия и прочая поддержка. В общем прибыло 269 солдат с 5-ю пулемётами, а также 40 человек, которые обслуживали орудия. В тот же день отряд двинулся и дошёл до Араканских высот, не встретив сопротивления. Красноармейцы остановились и через хребет выпустили артиллерийские снаряды по селу Аракани.

## Сражение
На следующий день, 14 октября, начались столкновения. Часть красноармейцев пошла во фронтальную атаку на высоту и заняла хребет, понеся потери.
Обстрел был временно остановлен, большевики отправили в Аракани авторитетного жителя Аркаса, чтобы он договорился о мире. Прошло два дня, однако посол не вернулся. Вновь начали выпускать снаряды. 
Во время обстрела часть красных солдат пошли обходным путём на Аракани через юго-западную сторону. Отряд с двумя пулемётами перешёл вершину и потерялся из виду. Однако их путь оказался недолгим. Они угодили в засаду, и началась хаотичная стрельба в противников, которых отряд не мог разглядеть. Горские повстанцы поражали загнанных в угол красноармейцев меткими выстрелами. Те, кто выжил, начали в панике бежать. 
22 октября началось контрнаступление со стороны горцев. Главный удар был направлен на правый фланг. Тем временем среди большевиков всё ещё бушевала паника, которая только нарастала.
Красноармейцев загнали в долину. К нему прорвалось подкрепление в 100 солдат из Темир-Хан-Шуры.
30 октября на рассвете горские отряды атаковали со склона. Нападение было неожиданным. Снова началась паника и отступление. Красноармейцы были окружены, почти весь отряд уничтожили.

## Потери
«Всё шоссе и противоположный склон горы были усеяны убитыми и раненными красноармейцами. Среди них ходили горцы, собирая оружие и снимая одежду с убитых. По приблизительным подсчётам в бою было уничтожено около 700 красноармейцев, захвачено 24 пулемёта, 4 орудия, множество боеприпасов, а также весь транспорт с продовольствием и мануфактурой, предназначавшийся для осаждённых в хунзахской крепости большевиков. Место боя по обилию красноармейских трупов получило название долины смерти»
70 пленных отправили в Аракани. Дударова взяли в плен и обезглавили. По словам Самурского, это был типичный пример ошибок и промахов русских полководцев, не знавших географии, обычаев и воинских традиций кавказских горцев.